# Rada Airlines
Rada Airlines — частная белорусская грузовая авиакомпания, созданная в 2015 году.

## История

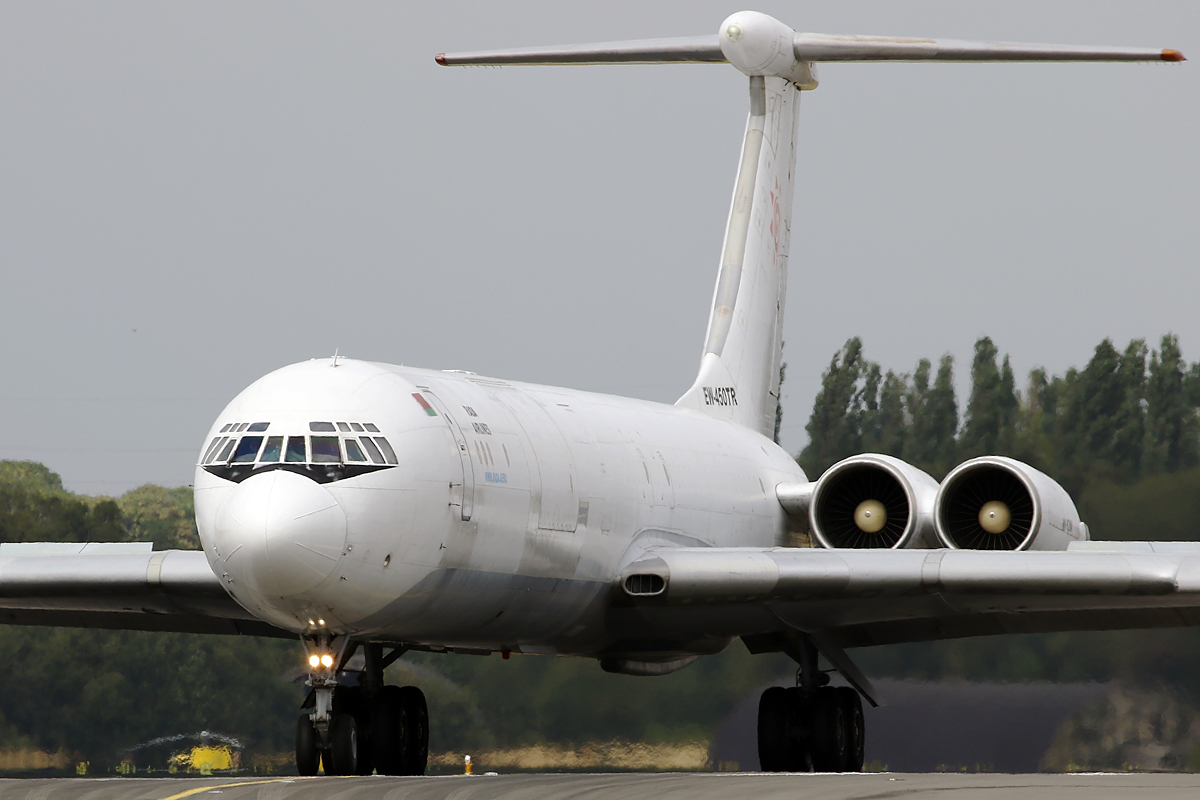
Ил-62МГр авиакомпании Rada Airlines

В 2015 году авиакомпания «Рада» начала полеты на грузовом самолёте Ил-62 из Международного аэропорта Минск. Первый полёт состоялся 8 октября.
Осенью 2020 года авиакомпания получила второй Ил-62.
Западные компании иногда используют самолёты авиакомпании Rada Airlines для направлений с большим риском. Так, в конце января 2020 года Ил-62 вылетел из Базеля с медикаментами в Дамаск.
9 августа 2024 года компания и её руководство были внесены в санкционный Список специально обозначенных граждан и заблокированных лиц США.

## Флот

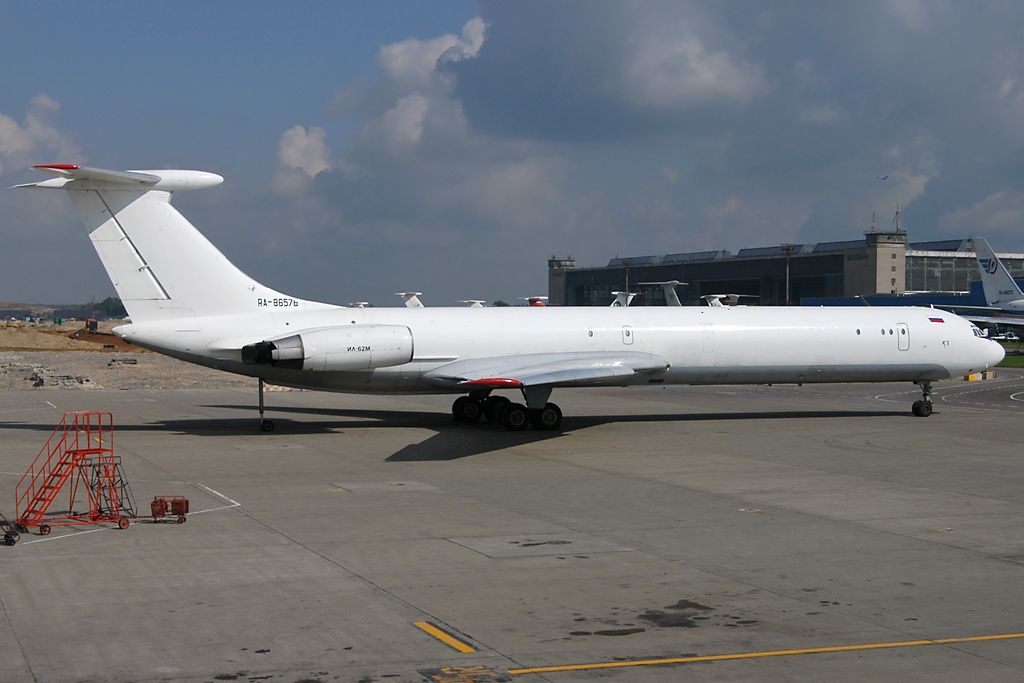
Ил-62МГр

По состоянию на январь 2022 года, во флоте авиакомпании числились следующие воздушные суда:
| Самолет  | Количество | Заказы | Примечания |
| -------- | ---------- | ------ | ---------- |
| Ил-62МГр | 3          | -      |            |
| Всего    | 3          | -      |            |

Ранее в парке авиакомпании был самолёт Ан-74.

## Происшествия
- 18 августа 2018 года Ил-62МГр выкатился за пределы ВПП[13]. Никто не пострадал.